# 瀨口和宏
瀨口 和宏（せぐち たかひろ，1971年3月16日—），日本男性漫畫家，出身於福岡縣，畢業於大分縣大分市的國立大分大學。

## 人物
在連載從少年誌出道前，以まついもとき筆名進行成人漫畫的連載活動。
現居九州、為福岡黃蜂與福岡軟銀鷹的粉絲。狂熱到讓他們於自身作品中登場演出，作者也身為球隊俱樂部的一員。於個人官方網站上面，設置了一個提供體育迷討論棒球和足球話題專用的佈告欄。
在作品中P-MODEL和SOFT BALLET等樂團名稱也時常被描繪於作品場景當中。

## 作品列表

### 連載中
- 日誌大志的異世界生物少女生存日記（織津江大志の異世界クリ娘サバイバル） (『マンガクロス』原作：KAKERU、2020年 - 、既刊2巻)

### 已完結
- （1996年 - 2001年、週刊少年Champion、全25卷）
- （2002年 - 2003年、週刊少年Champion、全6卷）
- （2005年 - 2006年、月刊Magazine Z、全2卷）
- あみーご×あみーが（2005年 - 2006年、YOUNG GANGAN、全2卷）
- （原作：原田重光、2006年 - 2010年 、Young Animal嵐、全6卷）
- （2008年 - 2009年、YOUNG GANGAN→增刊YOUNG GANGAN、全1卷）
- （原作：朝田光、2009年、Young Animal、全2卷）
- （2010年 - 2011年、Young Animal嵐、全1卷）
- 超喜歡!!魔法天使柯絲茉（大好きです!!魔法天使こすもす）（原作：水無月すう、2010年8月 - 2013年3月、Young Ace、全7卷）
- 百合學園～百合香的女子大學生活～（ゆりキャン 〜ゆりかのキャンパスライフ〜）（原作：原田重光、2011年 - 2013年、Young Animal、全5卷）
- 少男身少女心～當少年變成少女～（たまたまオトメ 〜少年が少女になる時〜）（原作：原田重光、2011年 - 2013年、Young Animalあいらんど、全2卷）
- 天降未來新娘（Re:まりな）（原作：原田重光、2013年 - 2015年、Young Animal、全6卷）
- イロモンガール（原作：ラリー遠田、2015年 - 2016年、Young Animal、全2卷）
- ヒミツのイビツ Smells Like Teen XXX（Young Champion烈、2015年 - 2016年、全1卷）
- （Young Champion烈、2016年- 2018年、全3巻 ） ※的續篇
- （月刊少年Ace、2016年 - 2018年、全3卷 ）
- 村上文緒編 ～Secret Smile～（原作：CyberAgent、角色原案：QP:flapper、2014年 - 2016年、全1巻、女朋友（仮）雜誌）
- （原作：夏海公司、キャラクター原案：遠坂あさぎ、『月刊少年エース』、2018年 - 2019年、全2巻）
- （「コミックNewtype」、2019年 - 2021年、全2巻）

### 短篇
- （1996年、MediaWorks）
- たんぽぽ（2008年、Young Champion烈）
- （2009年、Young Champion烈）

### まついもとき名義
- （1994年、司書房）
- （1995年、司書房）
- （1996年、Core Magazine）
  - 2000年發售的書籍尺寸變更後，將原本的筆名改為「瀬口たかひろ」。
- （2000年、海王社）
- （2001年、Core Magazine）
- （2006年、司書房）

### 遊戲
- （角色設計）

## 助手
- 前田君
- 柏木志保[2]

## 出處
1. ↑  在《オヤマ! 菊之助》廣播劇CD的介紹。
2. ↑  第20卷擔當。

## 外部連結
- seguchi takahiro's homepage （页面存档备份，存于） - 官方網站
- 瀬口的X（前Twitter）